# Walesa (film)
Walesa este un film din 2013 regizat de Andrzej Wajda.